# KirkPatrick Sale
KirkPatrick Sale   (Ithaca, 27 de juny de 1937) és un científic independent estatunidenc. Els temes principals de les seves obres són la tecnologia i la societat industrial des d'una perspectiva ecològica i anti-industrial. Sovint descrit com "Neoludisme", es va donar a conèixer als Estats Units després de trencar un ordinador en una presentació pública del seu llibre La rebel·lió ludita. Màquines automàtiques en l'era de la industrialització el 1995.
Per a ell, l'imperi nord-americà no és ni una nació ni una república, sinó un tirà agressiu a l'estranger i despòtic al seu territori. Està a favor d'una nova forma de secessió als Estats Units, que advoca per recuperar la política en l'àmbit local.

## Publicacions
En anglès
- After Eden: The Evolution of Human Domination, Duke University Press, 2006. ISBN 978-0-8223-3938-0
- The Fire of His Genius: Robert Fulton and the American Dream, Free Press, 2001.
- Why the Sea Is Salt: Poems of Love and Loss, iuniverse, 2001.
- Rebels Against the Future: The Luddites and Their War on the Industrial Revolution: Lessons for the Computer Age, Addison Wesley, 1995.
- The Green Revolution: The American Environmental Movement, 1962-1992, Hill and Wang, 1993.
- The Conquest of Paradise: Christopher Columbus and the Columbian Legacy, Knopf, 1990.
- Dwellers in the Land: The Bioregional Vision. San Francisco: Sierra Club Books, 1985. ISBN 0-87156-847-0
- Human Scale. Nova York: Coward, McCann & Geoghegan, 1980. ISBN 0-698-11013-7
- Power Shift: The Rise of the Southern Rim and Its Challenge to the Eastern Establishment. New York: Random House, 1975.
- SDS, Random House, 1973. Vintage Books edition (paperback) 1974. ISBN 0394478894
- The Land and People of Ghana, Lippincott, 1963, 1972.

En francès
- La révolte luddite. Briseurs de machines à l'ère de l'industrialisation, edicions L'échappée, col. « Dans le feu de l'action », 2006, 341 p. ISBN 2-915830-08-8
- Le Mythe du Progrès, edicions Non Fides, 2008, 16 p.
- "L'unique espoir est dans la sécession", Entropia N°8, Parangon, printemps 2010.